# Riksväg 509
Riksväg 509 (norska: Riksvei 509) är en riksväg i Rogaland fylke i sydvästra Norge som går mellan Europaväg 39 vid Forus i Stavangers kommun och Sunde i Stavangers kommun. Vägen är 19,2 kilometer lång och asfalterad. Den passerar bland annat genom orterna Sola och Tananger i Sola kommun.

## Anslutningar
Riksväg 509 ansluter till:
- Europaväg 39 (vid Forus)
- Fylkesväg 510 (vid Sola)
- Fylkesväg 441 (vid Sunde)